# Драгоман
Драгоман (буг. Драгоман) град је у Републици Бугарској, у крајње западном делу земље, седиште истоимене општине Драгоман у оквиру Софијске области. Само име означава појам тумач, преводилац.
Град Драгоман се налази близу границе са Србијом и прво је веће насеље до после граничног прелаза Градина.

## Географија
Положај: Драгоман се налази у крајње западном делу Бугарске, близу границе са Србијом — 10 km северозападно. Од престонице Софије град је удаљен 45 km северозападно.
Рељеф: Област Драгомана се налази у северном крају Софијског поља, на око 700 метара надморске висине. Северно од града издиже се планина Чепун, јужни огранак Старе Планине. Испод града налази се природни резерват — Драгоманско блато.
Клима: Због знатне надморске висине клима у Драгоману је оштрији облик конитненталне климе са планинским утицајима.
Воде: Кроз Драгоман протиче само неколико потока. Град се налази на самој вододелници између слива река Велике Мораве и Искра.

## Историја
Област Драгомана је првобитно било насељено Трачанима, а после њих овом облашћу владају стари Рим и Византија. За време Римљана ту се по Каницу налазила трговачка станица Meldia. Јужни Словени ово подручје насељавају у 7. веку. Од 9. века до 1373. године област је била у саставу средњовековне Бугарске.
Крајем 14. века област Драгомана је пала под власт Османлија, који владају облашћу 5 векова.
Први пут се село Драгоман помиње почетком 16. века. Назив села означава на турском језику: преводилац, тумач. То је тада мало село са пет кућа и једним неожењеним мушкарцем, а приход му је 1.067 акчи. До села је са запада водио уски кланац Јежевица (Драгомански богаз) са речицом Јежевицом, са још ужим путем делом поплочаним од камена. У другој половини 16. века село је стекло дорбанџијски статус. Ту су путници и коначили, пре него би наставили даље путем у пространо Софијско поље. Драгоман је заједно са местима Калотинце и Цариброд био посед везира Мехмед паше Соколовића.
Путописац луксембуршки барон Мелхиор Белзиот је свративши у место 1584. године једино констатовао да ту нема вина. Путописац посланик аустријског цара, Соломон Швајгер је ту затекао децембра 1578. године само једну бедну сеоску колибу са обором и стајом.
Евлија Челебија је путујући по турском царству (око 1660) наишао на напредно место Драгоман. У селу је постојао један хан за преноћиште, где је Евлија са пратњом преноћио. Дана 27. јуна 1718. године наишао је путник Жерард Корнелијус Дриш на село Драгоман које је било разрушено.
У месту је православна црква Св. Спаса. На престолној плочи у олтару је уклесана година 1853.
Српска власт се 1878. године простирала у западној Бугарској до Драгомана, и дотле је пружена српска телеграфска линија. Упутили су 18. априла 1878. године "Изјаву", српском књазу Милану Обреновићу, становници Драгомана и још шест села - Војсиловци, Велико Малово и Мало Малово, Рајановци, Годеч и Ропушна. Они су огорчени на бугарске егзархисте који делују по жељи тадашњих бугарских владика и подсећају: "која две општине састављају и која на граници Софијског санџака постоје већ нашем избавиоцу и Господару Милану М. Обреновићу, с осталом својом браћом из целог среза Високочког изјавили постојану верност и преданост, и овим путем изјављујемо и ономе коме треба да зна на знање дајемо, да смо ми Срби прави и да не трпимо нити хоћемо да нам се друго име намеће, нити хоћемо с другим да убудуће живимо већ једино с браћом нашом Србима из слободне Србије, које смо и ми чланови..." Изјаву су потписали становници Драгомана (Срби са већ бугаризованим презименима): Веселин Минун кмет, Нада Георгов кмет, Цветан Јованов, Георгије Крстин, Риста Гулин, Спаса Јованов, Лака Колин, Бона Крстин, Кола Павлов, Ђера Паунов, Риста Станков, Станко Колин, Ћора Колин, Мила Митин, Бона Ђеоргов, Ранко Панин, Нада Панин, Нада Ристин, Лила Ђорђов и Паша Тричов.
Године 1878. град је међутим постао део савремене бугарске државе. Било је то наше гранично место 1881. године. Насеље тек у 20. веку постоје средиште окупљања за села у околини, са више јавних установа и трговиштем.
Драгоман је постао град у Бугарској 1969. године. Претходно 1965. године у његов састав ушли село Јарловци и гара Драгоман.

## Становништво
По проценама из 2007. године. Драгоман је имао око 3.400 ст. Огромна већина градског становништва су етнички Бугари. Остатак су махом Роми. Последњих деценија град губи становништво, али не толико интензивно, чему треба захвалити близина престонице Софије.
Претежан вероисповест месног становништва је православна.

## Галерија
- Споменик палим Совјетским пилотима у другом светском рату
- Оближња планина Чепан
- Драгоманско блато
- Црква Светог архиепископа Стефана
- Црква Светог архиепископа Стефана
- Драгомански музеј
- Драгомански музеј
- Драгомански музеј